# Julius Carl Wilhelm Staudinger
Julius Carl Wilhelm Staudinger (* 10. Mai 1819 in Saßmannshausen im Kreis Siegen-Wittgenstein; † 30. Januar 1905 in Wiesbaden) war ein deutscher Jurist, Kammerdirektor im Fürstentum Solms-Braunfels und Mitglied des Preußischen Abgeordnetenhauses.

## Leben
Julius Staudinger wurde als Sohn des Forstinspektors Ludwig Staudinger (1777–1845) und dessen Ehefrau Sophie Pluns (1782–1844) geboren, absolvierte ein Studium der Rechtswissenschaften und war 1849 als Gerichtsassessor beim Landgericht Arnsberg, das 1835 in ein Oberlandesgericht umgewandelt wurde, tätig. Bevor er 1872 in die Dienste der Fürsten von Solms-Braunfels wechselte, nahm er die Stelle eines Kreisrichters ein. Kreisgerichte wurden 1849 im Königreich Preußen als erstinstanzliche Gerichte geschaffen und waren für den Bezirk eines Kreises zuständig; ihr Sitz war am Ort der Kreisverwaltung.
Staudinger war Kammerdirektor des Fürsten Ferdinand zu Solms-Braunfels und in dieser Funktion einer der ersten Hofbeamten, dem die Leitung der Hauswirtschaft und des Dienstes um die Person des Fürsten oblag. Nach Ferdinands Tod im Februar 1873 übernahm er beim  Fürsten Ernst zu Solms-Braunfels diese Aufgaben.
Von 1879 bis 1882 hatte er ein Mandat für das Preußische Abgeordnetenhaus und wurde in indirekter Wahl in das Parlament gewählt.
Er hatte am 15. Mai 1848 Mathilde Pescatore (* 1824) geheiratet. Aus der Ehe sind die Kinder Klara (* 1859), Franziska (* 1851) und Bernhard (* 1853) hervorgegangen.